# Serieåret 1983

## Händelser

### November
- November - Kevin Eastman ritar en sköldpadda med nunchakus i handen. Det blir början på Teenage Mutant Ninja Turtles.[1]

### Okänt datum
- Archie Comics köps av Richard Goldwater (son till grundaren John L. Goldwater) och Michael Silberkleit, och därmed hamnar förlaget åter i privat ägo.[2]
- Det amerikanska serieförlaget Mirage Comics grundas.
- Charlie Christensens serie Arne Anka startar.
- I Sverige grundas serietidningen Stjärnornas krig.[3]

## Pristagare
- 91:an-stipendiet: Max Lundgren
- Adamsonstatyetten: Caza, Ulf Lundkvist

## Utgivning

### Album
- Asterix & Son[4]
- Daisy Town (Lucky Luke)[5]
- Trollkarlen (Lucky Luke)[5]

## Avlidna
- 3 mars - Georges Rémi (född 1907), belgisk serietecknare, mer känd som Hergé och skapare av seriefiguren Tintin.

### Fotnoter
1. ↑  Ria Megnin (3 april 2003). ”Teenage Mutant Ninja Turtles surge to life for new generation”. Landmark. Arkiverad från originalet den 16 juli 2012. https://archive.is/20120716204234/http://webspace.webring.com/people/ja/aria1210/landmark.html. Läst 18 mars 2012.
2. ↑  Blumenthal, Ralph. "John L. Goldwater, Creator of Archie and Pals, Dies at 83," New York Times (2 mars 1999).
3. ↑  Seriesamlarna
4. ↑  ”Tintin”. Arkiverad från originalet den 13 februari 2011. https://web.archive.org/web/20110213010603/http://www.asterix.com/books/albums/. Läst 12 mars 2011.
5. 1 2  ”Lucky Luke på svenska”. Arkiverad från originalet den 11 november 2014. https://web.archive.org/web/20141111004811/http://www.visit.se/~dampgrodan/album_kronolog.html. Läst 12 mars 2011.